# Eitorf
Eitorf là một đô thị ở Rhein-Sieg, trong Nordrhein-Westfalen, Đức. Eitorf tọa lạc bên bờ sông Sieg, khoảng 25 km về phía đông của Bonn.